# زملول أسامي
زملول أسامي (الاسم العلمي: Exobasidium assamense) هو نوع من الفطريات يتبع جنس الزملول من الفصيلة الزملولية.